# Локалитет Јанок—Кишелез
Локалитет Јанок—Кишелез је локалитет у режиму заштите I степена, површине 62,15ha, у северозападном делу НП Фрушка гора.
Налази се у ГЈ 3809 Биклав, одељење 26 (одсеци „а”, „б”, „ц”, „д”, „е”, „ф” и „г”), 27 (одсеци „а”, „б” и „ц”, чистина 1) и 28 (одсек „д”). Карактеришу га шуме лужњака, граба и цера и крупнолисног медунца које су посебно интересатне као станиште птица.